# Lysiane Gagnon
Pour les articles homonymes, voir Gagnon.
Lysiane Gagnon (née le 27 juin 1941) est une journaliste et auteure québécoise. De 1980 à 2020, elle a été chroniqueuse politique pour le quotidien La Presse de Montréal. De 1990 à 2014, elle a publié une chronique hebdomadaire en anglais dans The Globe and Mail. Depuis les années 1960, elle a contribué, en qualité de reporter ou de commentatrice, à de nombreux médias écrits et parlés (notamment les magazines L’actualité et Châtelaine ainsi que Radio-Canada), et publié plusieurs essais politiques chez divers éditeurs.

## Biographie
Issue d'une famille de deux filles, d'un père pharmacien, elle grandit dans le quartier Côte-des-Neiges, à Montréal. 
Comme plusieurs personnalités québécoises des années 1950 et 1960, elle fait ses débuts de journaliste en 1960 pour l'hebdomadaire Le Petit Journal. Puis, elle est embauchée par La Presse en mai 1962. En 1968, à l'âge de 26 ans, elle publie son premier scoop en dévoilant les conclusions explosives de recherches effectuées pour la Commission sur le bilinguisme et le biculturalisme qui démontrent l'infériorité économique des Canadiens-français. Elle couvre régulièrement les conflits linguistiques qui agitent alors la société québécoise et publie de nombreux reportages d'où se dégage la nécessité de faire du français la langue officielle du Québec. En 1975, elle publie une série d'articles sur la piètre qualité de l'enseignement du français. Cette série aura un tel impact que La Presse la republiera en tiré-à-part sous le titre Le Drame de l'enseignement du français.
De 1975 à 1979, elle est courriériste parlementaire à Québec, pour le quotidien La Presse. En 1975, elle reçoit le Prix Olivar-Asselin puis, à deux reprises, le Prix canadien du Journalisme, en 1976 pour son enquête sur l'enseignement du français et en 1981 pour ses chroniques. Elle gagne le Prix du grand public du Salon du livre de Montréal en 1984 pour son essai féministe Vivre avec les hommes : un nouveau partage (Québec-Amérique).
En 1980, elle devient chroniqueuse politique, l'une des premières femmes au Canada à accéder à cette fonction. Elle se concentre sur l'actualité politique au Québec et au Canada, et sur les questions de société. Elle s'intéresse particulièrement à l'éducation, la qualité du français et l'amélioration des services de santé, de même qu'à la protection des libertés civiles. Partisane d'un féminisme modéré, elle sera parmi les premiers commentateurs à se prononcer en faveur du mariage gay, plusieurs années avant qu'il soit légalisé par le gouvernement canadien. Sympathisante du Rassemblement pour l’indépendance nationale (RIN) au début des années 60, elle évolue rapidement vers une position de distance critique par rapport à tous les partis politiques, analysant les débats avec détachement et critiquant à maintes reprises les stratégies utilisées tant par les souverainistes que par les fédéralistes.
En 1986, boursière de la Fondation Asie Pacifique, elle s’initie aux cultures chinoise, japonaise et sud-coréenne. En 1987, boursière de l’Union Européenne, elle enquête sur les questions d’immigration en Europe de l’ouest. Par la suite, elle s’intéressera de plus près à l’actualité internationale, en particulier en Europe, aux États-Unis, au Proche-Orient et en Asie. En 2011, elle sera parmi les rares commentateurs à prévoir les conséquences désastreuses de l’offensive occidentale contre la Libye de Kadhafi.

## Polémiques
Dans un article de La Presse publié en 2010, Lysiane Gagnon traite le député Amir Khadir de « radical fanatique » et laisse planer, selon ce dernier, une accusation d'antisémitisme. Dans sa réponse, Amir Khadir justifie ses actes et son approche, mais Lysiane Gagnon réitère dans le même article ses arguments et ajoute que « la dimension obsessionnelle de son antisionisme est bien documentée ».
Un autre article controversé de Lysiane Gagnon se rapporte au négationnisme à l'encontre du génocide des Arméniens.
Son appui à l’Etat d’Israël lui a valu l’hostilité de plusieurs militants pro-palestiniens en dépit du fait qu’elle a souvent critiqué les décisions des gouvernements israéliens. 
Ses écrits ont souvent été controversés, notamment son opposition aux féministes radicales, sa défense des minorités contre le sectarisme et ses critiques véhémentes contre la charte de la laïcité du gouvernement de Pauline Marois, qui voulait interdire le port de signes religieux dans le secteur public; une idée qu'elle avait pourtant défendue à plusieurs reprises dans le passé : en 2003  dans la foulée du rapport de la commission Stasi, en 1994 en commentant l'interdiction des signes ostensibles les écoles françaises et aussi en 1990 en condamnant l'autorisation du turban dans la Gendarmerie royale du Canada.